# Кудрявый ёжик
«Кудрявый ёжик» — цикл советских и российских мультфильмов о кудрявом ёжике, родившемся в семье нормальных, колючих ежей.
- 1990 — «Ёжик должен быть колючим?» — 8 мин 24 с
- 1991 — «На чёрный день» — 8 мин 45 с
- 1993 — «Муравьиный ёжик» — 8 мин 27 с

## Сюжет

### «Ёжик должен быть колючим»
В одном из уютных лесных домиков живёт семья ежей. У них все хорошо, вот только у одного из их малышей совсем нет характерных колючек, а заменяют их мягкие кудряшки. Ворона, живущая по соседству, решила помочь Ёжику избавиться от кудряшек и начала давать его родителям советы. Кудряшки вытягивали, обрезали, смазывали смолой, но они всё равно появлялись снова. Ворона и папа-Ёж решают применить «последнее средство» — напугать Ёжика, дабы кудряшки «встали дыбом», но лишь довели его этим до слёз.
Устав от этих экспериментов, Ёжик отомстил Вороне, подкравшись к ней, пока она спала. Ворона так испугалась, что поседела и стала совершенно белой, но Ёжик успокаивает её, говоря, что ей идёт белый цвет. В конце Ёжик и Ворона поют песню о том, что если кто-то не похож на других, он не должен расстраиваться, а принять себя таким, какой он есть.

### «На чёрный день»
Все лесные звери начали делать запасы «на чёрный день», забыв обо всём на свете. Но кудрявый Ёжик, не понимая, что это за «чёрный день» такой, решил всё изменить — жить и радоваться «белому» дню, после чего и остальные звери последовали его примеру.

### «Муравьиный ёжик»
Сильный ветер поднял в воздух и уронил на землю муравейник, да так, что тот полностью рассыпался от удара об землю. Муравьи начали строить себе новый домик. Но среди трудолюбивых муравьёв были два лентяя, которые хитростью заставили выполнять свою работу доверчивого и доброго кудрявого Ёжика. Но Ворона, видя всё это с дерева, рассказала об этом обмане остальным муравьям.

## Съёмочная группа
| авторы сценария               | Тамара Чуганова, Заурия Нурумбетова |
| кинорежиссёр                  | Михаил Каменецкий |
| художник-постановщик          | Марина Курчевская |
| кинооператор                  | Юрий Каменецкий |
| художники-аниматоры           | Сергей Косицын (1 и 3), Вячеслав Шилобреев (1), Ольга Панокина (2), В. Голубев (2 и 3), Сергей Олифиренко (2 и 3) |
| композитор                    | Игорь Космачёв |
| звукорежиссёр                 | Владимир Кутузов |
| монтажёр                      | Галина Филатова |
| редактор                      | Наталья Абрамова |
| роли озвучивали:              | «Ёжик должен быть колючим»: - Зинаида Нарышкина — Ворона - Лия Ахеджакова — мама-Ежиха - Светлана Степченко — Кудрявый ёжик - Всеволод Ларионов — папа-Ёж / Сорока «На чёрный день»: - Лия Ахеджакова — мама-Ежиха - Ольга Громова — Кудрявый ёжик - Зинаида Нарышкина — Ворона - Татьяна Шатилова — Белка / ежата - Всеволод Ларионов — папа-Ёж - Борис Новиков — Заяц - Роман Филиппов — Медведь «Муравьиный ёжик»: - Светлана Степченко (в титрах не указана) — Кудрявый ёжик - Зинаида Нарышкина — Ворона - Лия Ахеджакова — мама-Ежиха - Всеволод Ларионов — папа-Ёж / муравей-работник - Борис Новиков — старший муравей - Людмила Гнилова — муравьишка в синем платке - Елена Тюлина — муравьишка в красной шапке |
| куклы и декорации изготовили: | Наталья Соколова (1), Михаил Колтунов, Наталия Барковская, Владимир Алисов, Наталия Гринберг, Владимир Аббакумов, Виктор Гришин, Александр Максимов, Юрий Аксёнов, Нина Молева, Олег Масаинов, Анна Ветюкова (1 и 3), Светлана Знаменская, Александр Беляев, Лилианна Лютинская, Владимир Маслов (2 и 3), Сергей Попов (3), А. Лунев (1), Татьяна Богданова (3) |
| директор съёмочной группы     | Григорий Хмара (1), Вера Лаврик (2), Алина Власова (3) |